# Bryomyces scapaniae
Bryomyces scapaniae är en svampart som beskrevs av Döbbeler 1978. Bryomyces scapaniae ingår i släktet Bryomyces och familjen Pseudoperisporiaceae.  Arten är reproducerande i Sverige. Inga underarter finns listade i Catalogue of Life.